# Ostatnia płyta (album Kultu)
Ostatnia płyta – album studyjny polskiego zespołu muzycznego Kult. Wydawnictwo ukazało się 28 maja 2021 roku na CD nakładem wytwórni muzycznej S.P. Records. Oprócz piosenek znajdują się także czytane przez Kazika Staszewskiego fragmenty swojego pamiętnika pisanego w 1979 roku z czasów formowania się jego pierwszego zespołu Poland.
Na łamach miesięcznika Teraz Rock lider zespołu zaprzeczył, że album, mimo tytułu, jest ostatnim w dorobku zespołu.

„Nie dorabiamy do tytułu albumu żadnej filozofii. Choć bez wątpienia mnóstwo ludzi będzie i tak myślało, że chodzi o ostatnią płytę w karierze – bo do ludzi można mówić, wyjaśniać, tłumaczyć, a oni i tak wiedzą swoje. A płyta akurat na daną chwilę będzie ostatnia – co nie oznacza, że nie będzie następnych. Bo będą”.

6 maja 2021 roku ukazał się singiel „Wiara”.
Zespół opublikował teledyski do następujących utworów z albumu: "Wiara", "Chcę miłości", "Szok szok disco pop" oraz "Rafi".

## Listy utworów

### Edycja standardowa
Opracowano na podstawie materiału źródłowego.
1. „Pamiętnik 29 X 1979” – 00:24
2. „Jutro także będzie dzień” – 03:54
3. „Pamiętnik 13 X 1979” – 00:39
4. „Chcę miłości” – 04:36
5. „Pamiętnik 14 X 1979” – 00:11
6. „Plan zagospodarowania przestrzennego dla Białołęki” – 02:52
7. „Pamiętnik 15 X 1979” – 00:19
8. „Wiara” – 05:23
9. „Pamiętnik 16 X 1979” – 00:10
10. „Polityk zawsze będzie moim wrogiem” – 04:10
11. „Pamiętnik 17 X 1979” – 00:05
12. „Umarłem aby żyć” – 03:19
13. „Pamiętnik 18 X 1979” – 00:10
14. „Opowieść z pandemii” – 03:26
15. „Pamiętnik 19 X 1979” – 00:15
16. „Prawo się wali” – 04:15
17. „Pamiętnik 20 X 1979” – 00:41
18. „Na każde stopy do Europy” – 03:47
19. „Pamiętnik 21 X 1979” – 00:06
20. „Szok szok disco pop” – 03:58
21. „Pamiętnik 22 X 1979” – 00:19
22. „Zabiorę Ciebie w podróż naszą” – 02:54
23. „Pamiętnik 23 X 1979” – 00:14
24. „Donos do Boga” – 03:54
25. „Pamiętnik 26 X 1979” – 00:21
26. „Zulus Czaka czeka na Bura” – 03:46
27. „Pamiętnik 27 X 1979” – 00:13
28. „Rafi” – 03:48
29. „Pamiętnik 28 X 1979” – 00:14
30. „Wyłącz komputer” – 04:09
31. „Ziemia obiecana” – 08:11

### Edycja winylowa
Opracowano na podstawie materiału źródłowego.
|  | Strona A 1. „Pamiętnik” 2. „Jutro także będzie dzień” 3. „Chcę miłości” 4. „Plan zagospodarowania przestrzennego dla Białołęki” Strona B 1. „Wiara” 2. „Polityk zawsze będzie moim wrogiem” 3. „Umarłem, aby żyć” 4. „Opowieść z pandemii” | Strona C 1. „Prawo się wali” 2. „Na każde stopy do Europy” 3. „Szok, szok, disco pop” 4. „Zabiorę Ciebie w podróż naszą” 5. „Donos do boga” Strona D 1. „Zulus Czaka czeka na Bura” 2. „Rafi” 3. „Wyłącz komputer” 4. „Ziemia obiecana” |

## Wykonawcy
- Kazik Staszewski – śpiew
- Mariusz Godzina – saksofony
- Tomasz Goehs – perkusja
- Wojciech Jabłoński – gitary, instrumenty perkusyjne
- Piotr Morawiec – gitary
- Konrad Wantrych – instrumenty klawiszowe, instrumenty perkusyjne
- Jarosław Ważny – puzon, sakshorn
- Ireneusz Wereński – gitara basowa
- Janusz Zdunek – trąbka

## Certyfikaty
| Kraj          | Certyfikat  | Sprzedaż | Źr.           |
| ------------- | ----------- | -------- | ------------- |
| Polska (ZPAV) | Złota płyta | 10 000+  | [ 13 ] [ 14 ] |

## Historia wydania
| Obszar     | Data            | Format                      | Wersja      | Wytwórnia    | Źr.    |
| ---------- | --------------- | --------------------------- | ----------- | ------------ | ------ |
| Cały świat | 5 sierpnia 2021 | Winyl                       | winyl       | S.P. Records | [ 12 ] |
| Cały świat | 28 maja 2021    | digital download, streaming | standardowa | S.P. Records | [ 15 ] |
| Cały świat | 28 maja 2021    | CD                          | standardowa | S.P. Records | [ 16 ] |